# Madonna dei Pantanelli
La Madonna dei Pantanelli è un affresco di Scilla Peccenini conservato nella Chiesa della Madonna dei Pantanelli di San Nicolò di Celle, frazione di Deruta.